# Lega Nazionale A 2024 (football americano)
La Lega Nazionale A 2024 è le 38ª edizione del campionato di football americano di primo livello, organizzato dalla SAFV.

## Squadre partecipanti
| Club                    | Città      | Stadio         | Sponsor ufficiale | Risultato nella stagione 2023 |
| ----------------------- | ---------- | -------------- | ----------------- | ----------------------------- |
| Bern Grizzlies          | Berna      |                |                   | Settimo posto in LNA          |
| Calanda Broncos         | Landquart  |                |                   | Vincitori XXXVII Swiss Bowl   |
| Geneva Seahawks         | Ginevra    |                |                   | Semifinalisti LNA             |
| Gladiators Beider Basel | Basilea    |                |                   | Quinto posto in LNA           |
| Sankt Gallen Bears      | San Gallo  |                |                   |                               |
| Thun Tigers             | Thun       | Stadion Lachen |                   | Finalisti LNA                 |
| Winterthur Warriors     | Winterthur |                |                   | Sesto posto in LNA            |
| Zürich Renegades        | Zurigo     |                |                   | Semifinalisti LNA             |

## Stagione regolare

### Calendario

#### 1ª giornata
| Ginevra 24 marzo 2024, ore 14:00 | Geneva Seahawks | 7 – 41 referto | Gladiators Beider Basel | Centre Sportif de Vessy\| Arbitro: \| Schwarz \| |
| Arbitro:                         | Schwarz         |                |                         |                                                  |

| Coira 24 marzo 2024, ore 14:00 | Calanda Broncos | 21 – 3 referto | Winterthur Warriors | Obere Au\| Arbitro: \| Fouillet \| |
| Arbitro:                       | Fouillet        |                |                     |                                    |

#### 2ª giornata
| Winterthur 30 marzo 2024, ore 18:00 | Winterthur Warriors | 21 – 33 referto | Thun Tigers | Sportplatz Deutweg\| Arbitro: \| Vogel \| |
| Arbitro:                            | Vogel               |                 |             |                                           |

#### 3ª giornata
| Thun 6 aprile 2024, ore 18:00 | Thun Tigers | 10 – 14 referto | Sankt Gallen Bears | Stadion Lachen\| Arbitro: \| Strähl \| |
| Arbitro:                      | Strähl      |                 |                    |                                        |

| Basilea 6 aprile 2024, ore 18:00 | Gladiators Beider Basel | 36 – 39 referto | Calanda Broncos | Stadion Rankhof\| Arbitro: \| Fouillet \| |
| Arbitro:                         | Fouillet                |                 |                 |                                           |

| Ginevra 6 aprile 2024, ore 18:00 | Geneva Seahawks | 21 – 13 referto | Bern Grizzlies | Centre Sportif de Vessy\| Arbitro: \| Ducommun \| |
| Arbitro:                         | Ducommun        |                 |                |                                                   |

#### 4ª giornata
| Coira 13 aprile 2024, ore 18:00 | Calanda Broncos | 33 – 13 referto | Thun Tigers | Obere Au\| Arbitro: \| Urben \| |
| Arbitro:                        | Urben           |                 |             |                                 |

| Witikon 14 aprile 2024, ore 14:30 | Zürich Renegades | 32 – 14 referto | Winterthur Warriors | Sportplatz Looren\| Arbitro: \| Strähl \| |
| Arbitro:                          | Strähl           |                 |                     |                                           |

| Berna 14 aprile 2024, ore 14:30 | Bern Grizzlies | 28 – 38 referto | Gladiators Beider Basel | Stadio di atletica leggera Wankdorf\| Arbitro: \| Böni \| |
| Arbitro:                        | Böni           |                 |                         |                                                           |

#### 5ª giornata
| San Gallo 20 aprile 2024, ore 18:00 | Sankt Gallen Bears | 14 – 10 referto | Geneva Seahawks | Leichtathletikanlage Neudorf\| Arbitro: \| Herrmann \| |
| Arbitro:                            | Herrmann           |                 |                 |                                                        |

| Basilea 20 aprile 2024, ore 18:00 | Gladiators Beider Basel | 54 – 20 referto | Thun Tigers | Stadion Rankhof\| Arbitro: \| Fouillet \| |
| Arbitro:                          | Fouillet                |                 |             |                                           |

#### 6ª giornata
| San Gallo 27 aprile 2024, ore 18:00 | Sankt Gallen Bears | 35 – 22 referto | Winterthur Warriors | Leichtathletikanlage Neudorf\| Arbitro: \| Herrmann \| |
| Arbitro:                            | Herrmann           |                 |                     |                                                        |

| Ginevra 27 aprile 2024, ore 18:00 | Geneva Seahawks | 14 – 28 referto | Calanda Broncos | Centre Sportif de Vessy\| Arbitro: \| Schwarz \| |
| Arbitro:                          | Schwarz         |                 |                 |                                                  |

| Berna 28 aprile 2024, ore 14:00 | Bern Grizzlies | 21 – 68 referto | Zürich Renegades | Stadio di atletica leggera Wankdorf\| Arbitro: \| Strähl \| |
| Arbitro:                        | Strähl         |                 |                  |                                                             |

#### 7ª giornata
| San Gallo 4 maggio 2024, ore 18:00 | Sankt Gallen Bears | 15 – 20 referto | Calanda Broncos | Leichtathletikanlage Neudorf\| Arbitro: \| Böni \| |
| Arbitro:                           | Böni               |                 |                 |                                                    |

| Basilea 4 maggio 2024, ore 18:00 | Gladiators Beider Basel | 24 – 17 referto | Bern Grizzlies | Stadion Rankhof\| Arbitro: \| Fouillet \| |
| Arbitro:                         | Fouillet                |                 |                |                                           |

| Witikon 5 maggio 2024, ore 14:30 | Zürich Renegades | 29 – 24 referto | Geneva Seahawks | Sportplatz Looren\| Arbitro: \| Waldburger \| |
| Arbitro:                         | Waldburger       |                 |                 |                                               |

#### 8ª giornata
| Witikon 12 maggio 2024, ore 14:30 | Zürich Renegades | 27 – 34 referto | Gladiators Beider Basel | Sportplatz Looren\| Arbitro: \| Zwicker \| |
| Arbitro:                          | Zwicker          |                 |                         |                                            |

#### 9ª giornata
| Coira 18 maggio 2024, ore 18:00 | Calanda Broncos | 48 – 20 referto | Sankt Gallen Bears | Obere Au\| Arbitro: \| Herrmann \| |
| Arbitro:                        | Herrmann        |                 |                    |                                    |

| Winterthur 20 maggio 2024, ore 14:30 | Winterthur Warriors | 16 – 6 referto | Bern Grizzlies | Sportplatz Deutweg\| Arbitro: \| Birnbaum \| |
| Arbitro:                             | Birnbaum            |                |                |                                              |

| Thun 20 maggio 2024, ore 14:30 | Thun Tigers | 7 – 20 referto | Geneva Seahawks | Stadion Lachen\| Arbitro: \| Schwarz \| |
| Arbitro:                       | Schwarz     |                |                 |                                         |

#### 10ª giornata
| Winterthur 25 maggio 2024, ore 18:00 | Winterthur Warriors | 7 – 26 referto | Sankt Gallen Bears | Sportplatz Deutweg\| Arbitro: \| Herrmann \| |
| Arbitro:                             | Herrmann            |                |                    |                                              |

| Thun 25 maggio 2024, ore 18:00 | Thun Tigers | 35 – 50 referto | Gladiators Beider Basel | Stadion Lachen\| Arbitro: \| Schwarz \| |
| Arbitro:                       | Schwarz     |                 |                         |                                         |

| Berna 25 maggio 2024, ore 18:00 | Bern Grizzlies | 0 – 34 referto | Geneva Seahawks | Stadio di atletica leggera Wankdorf\| Arbitro: \| Meier \| |
| Arbitro:                        | Meier          |                |                 |                                                            |

| Witikon 26 maggio 2024, ore 14:30 | Zürich Renegades | 35 – 42 referto | Calanda Broncos | Sportplatz Looren\| Arbitro: \| Urben \| |
| Arbitro:                          | Urben            |                 |                 |                                          |

#### 11ª giornata
| Winterthur 1º giugno 2024, ore 18:00 | Winterthur Warriors | 35 – 34 referto | Zürich Renegades | Stadion Schützenwiese\| Arbitro: \| Waldburger \| |
| Arbitro:                             | Waldburger          |                 |                  |                                                   |

| Ginevra 1º giugno 2024, ore 18:00 | Geneva Seahawks | 47 – 9 referto | Thun Tigers | Centre Sportif de Vessy\| Arbitro: \| Ducommun \| |
| Arbitro:                          | Ducommun        |                |             |                                                   |

| Berna 2 giugno 2024, ore 14:30 | Bern Grizzlies | 14 – 42 referto | Sankt Gallen Bears | Stadio di atletica leggera Wankdorf\| Arbitro: \| Böni \| |
| Arbitro:                       | Böni           |                 |                    |                                                           |

#### 12ª giornata
| Winterthur 8 giugno 2024, ore 18:00 | Winterthur Warriors | 12 – 29 referto | Calanda Broncos | Sportplatz Deutweg\| Arbitro: \| Strähl \| |
| Arbitro:                            | Strähl              |                 |                 |                                            |

| Thun 8 giugno 2024, ore 18:00 | Thun Tigers | 35 – 29 referto | Bern Grizzlies | Stadion Lachen\| Arbitro: \| Schwarz \| |
| Arbitro:                      | Schwarz     |                 |                |                                         |

| San Gallo 8 giugno 2024, ore 18:00 | Sankt Gallen Bears | 31 – 34 referto | Zürich Renegades | Leichtathletikanlage Neudorf\| Arbitro: \| Urben \| |
| Arbitro:                           | Urben              |                 |                  |                                                     |

| Basilea 8 giugno 2024, ore 18:00 | Gladiators Beider Basel | 26 – 7 referto | Geneva Seahawks | Stadion Rankhof\| Arbitro: \| Fouillet \| |
| Arbitro:                         | Fouillet                |                |                 |                                           |

#### 13ª giornata
| Thun 15 giugno 2024, ore 18:00 | Thun Tigers | 36 – 57 referto | Zürich Renegades | Stadion Lachen\| Arbitro: \| Böni \| |
| Arbitro:                       | Böni        |                 |                  |                                      |

| San Gallo 15 giugno 2024, ore 18:00 | Sankt Gallen Bears | 35 – 56 referto | Gladiators Beider Basel | Leichtathletikanlage Neudorf\| Arbitro: \| Gerber \| |
| Arbitro:                            | Gerber             |                 |                         |                                                      |

| Coira 15 giugno 2024, ore 18:00 | Calanda Broncos | 30 – 6 referto | Bern Grizzlies | Obere Au\| Arbitro: \| Vogel \| |
| Arbitro:                        | Vogel           |                |                |                                 |

| Ginevra 16 giugno 2024, ore 14:30 | Geneva Seahawks | 23 – 12 referto | Winterthur Warriors | Centre Sportif de Vessy\| Arbitro: \| Ducommun \| |
| Arbitro:                          | Ducommun        |                 |                     |                                                   |

#### 14ª giornata
| Basilea 22 giugno 2024, ore 18:00 | Gladiators Beider Basel | 14 – 52 referto | Winterthur Warriors | Stadion Rankhof\| Arbitro: \| Fouillet \| |
| Arbitro:                          | Fouillet                |                 |                     |                                           |

| Witikon 23 giugno 2024, ore 14:00 | Zürich Renegades | 34 – 19 referto | Sankt Gallen Bears | Sportplatz Looren\| Arbitro: \| Urben \| |
| Arbitro:                          | Urben            |                 |                    |                                          |

#### Recuperi 1
| Coira 30 giugno 2024, ore 14:00 | Calanda Broncos | 41 – 0 referto | Zürich Renegades | Obere Au\| Arbitro: \| Fouillet \| |
| Arbitro:                        | Fouillet        |                |                  |                                    |

| Berna 30 giugno 2024, ore 18:00 | Bern Grizzlies | 14 – 10 referto | Thun Tigers | Stadio di atletica leggera Wankdorf\| Arbitro: \| Böni \| |
| Arbitro:                        | Böni           |                 |             |                                                           |

### Classifica
La classifica della regular season è la seguente:
- PCT = percentuale di vittorie, G = partite giocate, V = partite vinte, P = partite perse, PF = punti fatti, PS = punti subiti
- La qualificazione ai playoff è indicata in verde
- L'ultima classificata sfida la vincente della Lega B per la partecipazione alla LNA 2025 (giallo)

| Pos. | Squadra                 | PCT   | G  | V  | P | PF  | PS  |
| ---- | ----------------------- | ----- | -- | -- | - | --- | --- |
| 1    | Calanda Broncos         | 1.000 | 10 | 10 | 0 | 331 | 154 |
| 2    | Gladiators Beider Basel | .800  | 10 | 8  | 2 | 373 | 267 |
| 3    | Zürich Renegades        | .600  | 10 | 6  | 4 | 350 | 297 |
| 4    | Sankt Gallen Bears      | .500  | 10 | 5  | 5 | 251 | 255 |
| 5    | Geneva Seahawks         | .500  | 10 | 5  | 5 | 207 | 179 |
| 6    | Winterthur Warriors     | .300  | 10 | 3  | 7 | 194 | 253 |
| 7    | Thun Tigers             | .200  | 10 | 2  | 8 | 208 | 339 |
| 8    | Bern Grizzlies          | .100  | 10 | 1  | 9 | 148 | 318 |

## Playoff

### Tabellone
|  | Semifinali | Semifinali              | Semifinali |                  |    | XXXVIII Swiss Bowl | XXXVIII Swiss Bowl | XXXVIII Swiss Bowl |  |
|  |            |                         |            |                  |    |                    |                    |                    |  |
|  | 1          | Calanda Broncos         | 54         |                  |    |                    |                    |                    |  |
|  | 1          | Calanda Broncos         | 54         |                  |    |                    |                    |                    |  |
|  | 4          | Sankt Gallen Bears      | 14         |                  |    |                    |                    |                    |  |
|  | 4          | Sankt Gallen Bears      | 14         |                  | 1  | Calanda Broncos    | 35                 |                    |  |
|  |            |                         |            |                  | 1  | Calanda Broncos    | 35                 |                    |  |
|  |            |                         | 3          | Zürich Renegades | 14 |                    |                    |                    |  |
|  | 2          | Gladiators Beider Basel | 3          | Zürich Renegades | 14 | 13                 |                    |                    |  |
|  | 2          | Gladiators Beider Basel |            |                  |    |                    |                    |                    |  |
|  | 3          | Zürich Renegades        | 22         |                  |    |                    |                    |                    |  |

### Semifinali
| Coira 6 luglio 2024, ore 15:00 | Calanda Broncos | 54 – 14 referto | Sankt Gallen Bears | Obere Au\| Arbitro: \| Waser \| |
| Arbitro:                       | Waser           |                 |                    |                                 |

| Basilea 6 luglio 2024, ore 17:15 | Gladiators Beider Basel | 13 – 22 referto | Zürich Renegades | Stadion Rankhof\| Arbitro: \| Jordan \| |
| Arbitro:                         | Jordan                  |                 |                  |                                         |

### XXXVIII Swiss Bowl
| Grenchen 13 luglio 2024, ore 18:00 | Calanda Broncos                                               | 35 – 14 referto | Zürich Renegades | Stadion Brühl\| Arbitri: \| Strähl Meier Steinmüller Bundi Birnbaum Fouillet Svoboda Böni \| |
| Arbitri:                           | Strähl Meier Steinmüller Bundi Birnbaum Fouillet Svoboda Böni |                 |                  |                                                                                              |

## Spareggio relegazione
| 14 luglio 2024, ore 14:00 | Bern Grizzlies | - – - (rinviata) referto | Langenthal Invaders |  |

## Verdetti
- Calanda Broncos Campioni di Svizzera 2024
- Bern Grizzlies non relegati in Lega B 2025